# Кокандско ханство
Кокандското ханство (на персийски: خانات خوقند) е историческа държава, която съществува в Централна Азия в периода 1709 – 1876 година, на територията на днешен Киргизстан, Източен Узбекистан и Таджикистан и Югоизточен Казахстан.
В рамките на XVIII век киргизите се борят с нарастващата мощ на Кокандското ханство и претърпяват редица загуби между 1845 и 1873 година, което ги принуждава да търсят защита от Руската империя. Русия завладява Кокандското ханство в 1876 година.